# Manettia moritziana
Manettia moritziana är en måreväxtart som först beskrevs av Karl Moritz Schumann, och fick sitt nu gällande namn av Herbert Fuller Wernham. Manettia moritziana ingår i släktet Manettia och familjen måreväxter. Inga underarter finns listade i Catalogue of Life.